# Succinaldeído
Succinaldeído, succindialdeído ou butanodial é um composto orgânico com a fórmula (CH2CHO)2. Típico de outros dialdeídos, succinaldeído é altamente reativo. Usualmente, é manuseado como os hidratos ou acetal metanol-derivado. É um precursor para a tropinona. É usado como um agente de reticulação polimérica mas é menos amplamente usado que o dialdeído relacionado glutaraldeído.

## Preparação
Succinaldeído é gerado pela oxidação do THF com cloro seguido por hidrólise e pela hidroformilação dos derivados acroleína.  

## Propriedades
Em solução aquosa, a molécula hidrata-se e cicliza. Em metanol converte-se no acetal cíclico, 2,5-dimetoxiltetrahidrofurano.